# Ozma Wars
Ozma Wars (オズマウオーズ?, Ozuma Uōzu) è un videogioco arcade del 1979, il primo sviluppato e pubblicato da SNK. È conosciuto come il secondo sparatutto verticale, dopo Space Invaders di Taito (che funzionava sullo stesso hardware), ma è ulteriormente noto come il primo titolo con disparati "livelli". Il gioco è anche famoso per essere il primo a disporre di una riserva di energia, simile a una barra della vita, una meccanica che è divenuta ora comune nella maggioranza dei moderni giochi di azione.
È stato emulato per la prima volta sul servizio PlayStation Network come parte dell'antologia PlayStation Minis, e successivamente incluso all'interno di SNK 40th Anniversary Collection, raccolta uscita tra il 2018 e il 2019 su Nintendo Switch, PlayStation 4, Xbox One e Steam.

## Modalità di gioco
In Ozma Wars, il giocatore pilota un'astronave da combattimento che può muoversi a sinistra e a destra lungo la parte inferiore dello schermo (si muove verticalmente) e sparare ai nemici. Questi ultimi cominciano ad avvicinarsi dall'alto, spesso apparendo in piccoli gruppi: prima diverse navicelle di un tipo, poi diverse di un altro, ecc.
I nemici, altri UFO, meteore e comete, sparano all'astronave del giocatore o cercano di scontrarsi con essa. Entrambe queste azioni riducono l'apposito indicatore numerico dell'energia, la quale, l'unico modo per ripristinarla è toccare un raggio emanato da una nave di rifornimento amica che appare prima dell'inizio di ogni livello. L'energia ricevuta è sufficiente per due colpi, dopo il terzo l'astronave esplode con l'indicatore sceso a zero e la sessione finisce.